# Nguyễn Hữu Khôi Nam
Nguyễn Hữu Khôi Nam là một nghệ sĩ vĩ cầm người Pháp gốc Việt. Ông là thành viên sáng lập của dàn dây “Nouvelle Génération de Paris”, Tam tấu Turina và Tứ tấu Impresa.

## Tiểu sử
Nguyễn Hữu Khôi Nam sinh năm 1975 tại Nha Trang, Khánh Hòa và ban đầu học vĩ cầm tại đây. Sau đó, ông học tại Nhạc viện thành phố Hồ Chí Minh dưới sự dẫn dắt của nhà giáo Bùi Công Thành và giáo sư Bích Ngọc. Sau đó, ông tiếp tục tu nghiệp và giành tấm bằng xuất sắc về violin và nhạc thính phòng tại Nhạc viện Boulogne Billancourt và nhạc viện quốc gia Pháp.
Ông cùng anh trai là nghệ sĩ Nguyễn Hữu Khôi Nguyên tốt nghiệp cao học tại Nhạc viện quốc gia Paris và trúng tuyển vào Dàn nhạc giao hưởng quốc gia Pháp.

## Sự nghiệp
Năm 1993, ông theo anh trai sang Pháp để gây dựng sự nghiệp. Ngày Khôi Nguyên đón ông từ sân bay, anh trai đưa thẳng ông xuống ga tàu điện ngầm ở Paris để đánh đàn như Nguyên đã từng làm trước đây, với ngụ ý "muốn Khôi Nam biết được những gian nan, khổ cực hầu toàn tâm toàn ý vào việc học hành."
Khi học tại Nhạc viện Paris năm thứ ba, Khôi Nam đã vượt qua gần 90 ứng thí đủ mặt tài năng khắp thế giới để giành 1 trong 3 suất tuyển vào Dàn nhạc Giao hưởng Quốc gia Pháp. Năm 2002 ông và anh trai là 2 người Việt duy nhất trong dàn nhạc giao hưởng Quốc gia Pháp. Khi đó, cả dàn nhạc chỉ có bốn người châu Á.
Năm 2016, Nguyễn Hữu Khôi Nam tham gia đêm hòa nhạc kỷ niệm 22 năm lần công diễn đầu tiên của Nhà hát Giao hưởng Nhạc Vũ Kịch thành phố Hồ Chí Minh.
Khôi Nam còn là một trong những người sáng lập ra nhóm Tam tấu Turina và Tứ tấu Impresa (giành giải nhất cuộc thi nhạc thính phòng Fnapec tại Paris) và thường xuyên được mời diễn ở Châu Âu. Ông cũng là người đồng sáng lập của dàn nhạc dây Nouvelle Génération de Paris.

## Nhận xét
Báo Tiền phong nhận xét Nguyễn Hữu Khôi Nam trong một buổi biểu diễn rằng "cả khán phòng Nhà hát Lớn nín lặng lắng nghe tiếng vĩ cầm vuốt ra từ người nhạc công bé nhỏ, nhưng đầy điêu luyện trong trình diễn. Và người nổ tràng pháo tay đầu tiên khi tiếng đàn của Khôi Nam vừa dứt chính là nhạc sĩ Lân Tuất." Báo Vietnamnet nhận xét tiếng đàn của ông rằng "trên nền tiếng đàn violin trải rộng, dàn nhạc đã kết hợp hài hòa và nâng tiếng đàn lên một bậc âm thanh. Sau mỗi đoạn độc tấu, sự bắt đầu của dàn nhạc lại mang đến sự ấm áp, đầy đặn và bề dày cảm xúc cho một tiếng đàn đôi lúc gai gợn và khô sắc..."
Báo Văn nghệ cho biết sau khi trình diễn bản concerto cung Si thứ dành cho violin của Saint-Saen năm 2016, ông nhận được rất nhiều lời khen về phong cách biểu diễn riêng biệt và sự am hiểu của ông về âm nhạc.